# Liste des boursiers Killam, par ordre alphabétique N
| Nom                  | Année | Université                     | Discipline             |
| -------------------- | ----- | ------------------------------ | ---------------------- |
| Almeria L. Natansohn | 1995  | Université Queen's             | Chimie                 |
| Jean-Jacques Nattiez | 1988  | Université de Montréal         | Musicologie            |
| Elaine Newman        | 1993  | Université Concordia           | Biologie               |
| B.E. Newton          | 1974  | Université Simon Fraser        | Linguistique           |
| Luc Noppen           | 1997  | Université Laval               | Architecture           |
| J.M. Norris          | 1974  | Université of British Columbia | Histoire de la science |
| David Norton         | 1985  | Université McGill              | Philosophie            |
| P.R. Norton          | 1996  | University of Western Ontario  | Chimie                 |